# Андре, Антониу
Антониу душ Сантуш Ферейера Андре (порт. António dos Santos Ferreira André; род. 24 декабря 1957, Вила-ду-Конди) — португальский футболист, опорный полузащитник. Известен своей жесткой игрой. Один из лидеров «Порту» в годы наивысших успехов клуба.

## Клубная карьера
В возрасте 13 лет Андре начал играть за молодёжную команду «Риу Аве». В это же время он также уделял время рыбалки в открытом море, что является одним из видов деятельности в его родном городе.
В 1978 году Антониу подписал свой первый профессиональный контракт с северным клубом, «Варзин». С этим клубом Андре сыграл уверенно, проведя в нём 6 лет. В последнем сезоне (1983/84) в «Варзине» забил аж 10 голов. Всего Антониу провёл в северном клубе 104 матча и забил 19 голов.
Летом 1984 года «Порту» подписал Андре. Несмотря на травмы в начале, Антониу после твёрдо занял место в центре полузащиты «Порту» и помог клубу выиграть множества национальных и международных трофеев.
В последние два года Антониу вытеснял другой игрок, Паулинью Сантуш, и Андре стал появляться меньше в основном составе. В последнем сезоне за «Порту», руководимый известным Бобби Робсоном, Антониу выиграл 7-й для себя Чемпионат Португалии.
Андре вышел в отставку в июне 1995 года с 380 сыгранными играми и забитыми 41 мячами. В еврокубках сыграл 48 матчей и забил 4 мяча. После карьеры игрока продолжил выполнять роль ассистента главного тренера «Порту». Португальская газета «Record» включила его в список 100 лучших португальских футболистов за всю историю.

## Выступление за сборную
Андре за сборную Португалии сыграл 19 матчей и забил 1 мяч. Дебют за сборную состоялся 30 января 1985 года в товарищеском матче против сборной Румынии, в Лиссабоне (3-2).
В составе сборной был участником чемпионата мира 1986 года в Мексике, сыграв 2 матча (против Англии и Польши)

### Гол за сборную
| Дата          | Место                              | Соперник | Счёт | Результат | Турнир            |
| ------------- | ---------------------------------- | -------- | ---- | --------- | ----------------- |
| 29 марта 1989 | Жозе Алваладе, Лисабон, Португалия | Ангола   | 3-0  | 6–0       | Товарищеский матч |

## Достижения
- Победитель Лиги Чемпионов: 1987
- Обладатель Суперкубка Европы: 1987
- Обладатель Межконтинентального кубка: 1987
- Чемпион Португалии: 1984/85, 1985/86, 1987/88, 1989/90, 1991/92, 1992/93, 1994/95
- Обладатель Кубка Португалии: 1987/88, 1990/91, 1993/94
- Обладатель Суперкубка Португалии: 1984, 1986, 1990, 1991, 1993, 1994